# Foho Poelete
Der Foho Poelete (kurz: Poelete) ist ein Hügel in der osttimoresischen Gemeinde Bobonaro. Er liegt im Südwesten des Nordterritoriums des Sucos Atudara (Verwaltungsamt Cailaco), in der Aldeia Nuapu und hat eine Meereshöhe von 147 m. Ein kleiner Wasserlauf umrahmt den Hügel im Süden und Westen. Westlich liegen die Orte Biadila und Nuapu. nordöstlich liegt der Foho Poetete.